# Lamya
Lamya, nome completo Lamya Al-Mugheiry (Mombasa, 30 ottobre 1973 – Mascate, 8 gennaio 2009), è stata una cantante soul, elettronica e world omanita.

## Biografia
Nata in Kenya da genitori omaniti e cresciuta in Oman e successivamente in Egitto e a Londra, per continuare la sua carriera musicale si è trasferita a New York. Inizialmente si è formata come cantante classica e possiede una estensione vocale di cinque ottave.
Nel 1991 ha cantato nel coro principale di Break 4 Love di DJ Vaughn Mason e nel coro principale dei Soul II Soul. Ha poi seguito i Duran Duran nell'album The Wedding Album accompagnandoli nel loro tour mondiale del 1993/1994 e nel successivo album  Thank You, seguito anche questo dal tour del 1995, e ha collezionato una partecipazione in Italia, sempre insieme alla band londinese, al Festival di Sanremo con il brano White Lines. Ha partecipato a esibizioni con David Bowie e James Brown.
Nel 2002 è uscito, per l'etichetta discografica J Records, il suo primo album, Learning from Falling, del quale ha composto e prodotto le canzoni utilizzando testi che aveva scritto dall'età di 11 anni.
Da quest'album sono stati estratti due singoli, Empires uscito anche in Italia e inserito nella compilation del Festivalbar 2003, il quale ha avuto un buon riscontro radiofonico e Black Mona Lisa, del quale c'è anche un remix con il rapper indiano Juggy D.
Un remix di Empires ha raggiunto la prima posizione della classifica dance statunitense nel 2002.
È morta a causa di un infarto in Oman, il suo paese d'origine, l'8 gennaio 2009 all'età di 36 anni.

## Discografia

### Album
- 2002 - Learning from Falling

### Singoli
- 2002 - Empires
- 2002 - Black Mona Lisa